# Anna Flanagan
Anna Flanagan (Canberra, 8 januari 1992) is een Australisch hockeyspeelster.

## Persoonlijk
Flanagan groeide op in Canberra en legde zich vanaf 2000 volledig toe op het hockey. 

## Carrière
Flanagan is een verdedigster gespecialiseerd in de strafcorner. Op 18-jarige leeftijd debuteerde ze in de Australische hockeyploeg in een vriendschappelijke wedstrijd tegen Zuid-Korea. Ze maakte deel uit van de selectie die deelnam aan de Olympische Spelen van 2012 waar de vijfde plaats werd behaald. Ze speelde mee op het WK hockey 2014 in Den Haag. In de finale werd verloren met 2-0 van Nederland. In hetzelfde jaar speelde ze ook in de Champions Trophy-finale tegen Argentinië. Ook deze werd verloren, met 3-1 via shoot-outs nadat de reguliere wedstrijd in 1-1 eindigde.
Wegens rijden onder invloed liep Flanagan in 2016 een schorsing op. Hierdoor heeft ze de Champions Trophy dat jaar moeten missen. Ze is daarna niet geselecteerd voor de Olympische Spelen van 2016.

## Erelijst
Australië
- WK 2014

- Champions Trophy 2014

## Onderscheidingen
- 2012 – FIH Junior Player of the World